# Чавчавадзе Тамара Іракліївна
Чавчавадзе Тамара Іракліївна (груз. თამარ ჭავჭავაძე; 29 жовтня (11 листопада) 1900, Тіфліс, Російська імперія — 26 квітня 1968, Тбілісі, СРСР) — грузинська актриса театру і кіно, Народна артистка Грузинської РСР (1943).

## Біографічні відомості
Навчалася у Тифліській драматичній студії під керівництвом Акакія Пагави. З 1922 року працювала в Грузинському академічному театрі імені Шота Руставелі. З 1928 року — в Тбіліському театрі імені Коте Марджанішвілі.
З 1964 року — в Грузинському сухумському театрі.
Брала участь у створенні 2-го державного драматичного театру в Кутаїсі. Була в складі трупи театру до 1942 року.

## Нагороди
- Народна артистка Грузинської РСР (1943).
- Орден Леніна.
- Орден «Знак Пошани».

## Творчість
Ролі в театрі
Кінематограф
- 1926 — Діна Дза-дзу
- 1929 — «Трубка комунара»
- 1948 — Кето і Коте — Ханума